# Tressie McMillan Cottom

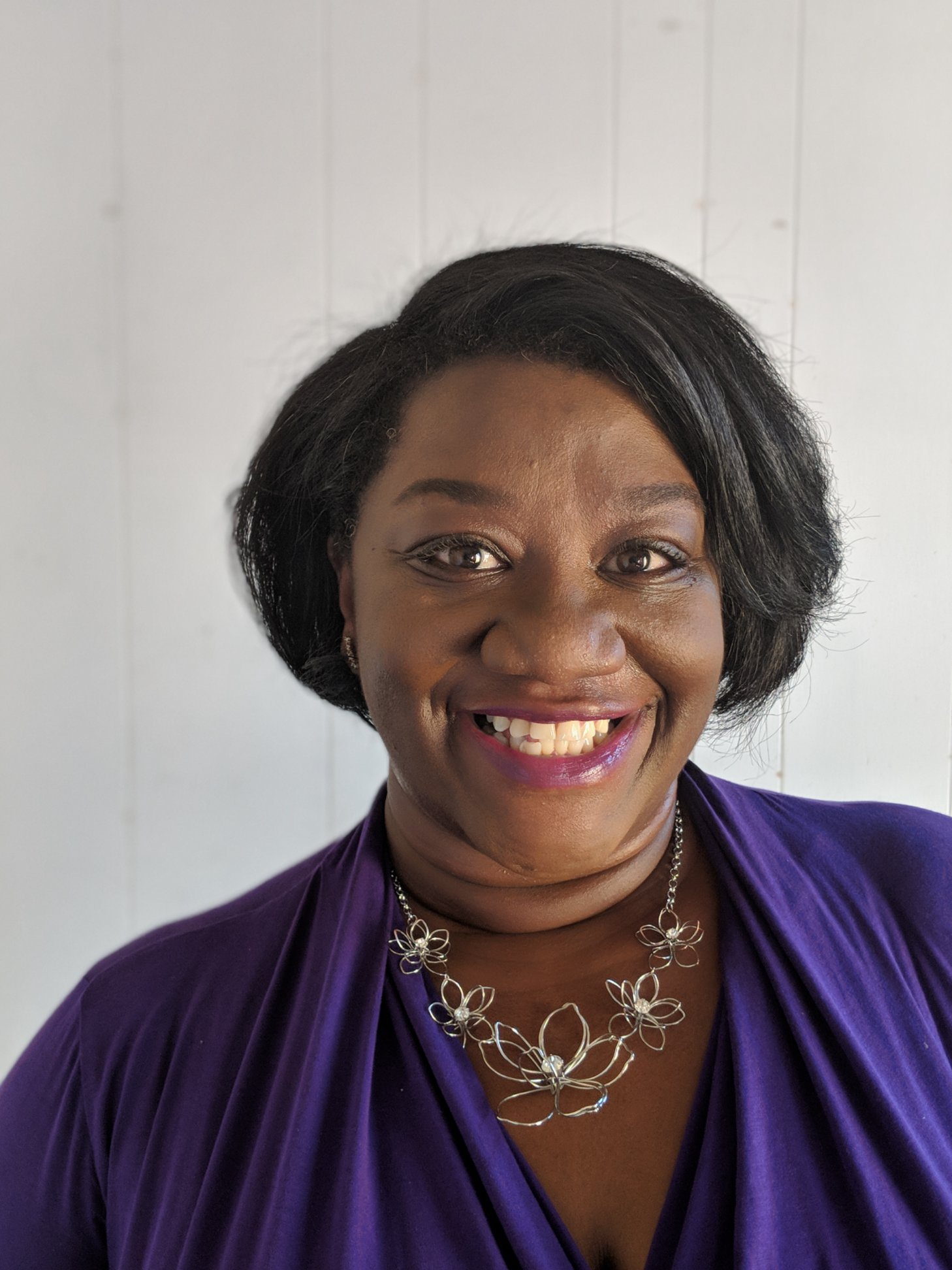
Tressie McMillan Cottom

Tressie McMillan Cottom (* in Harlem) ist eine amerikanische Soziologin. Seit 2020 ist sie Associate Professor für Informations- und Bibliothekswissenschaften an der University of North Carolina at Chapel Hill. Sie schreibt außerdem eine Kolumne für die The New York Times.

## Leben
McMillan Cottom wuchs auf in Winston-Salem und Charlotte, North Carolina. Ihre Mutter war Mitglied der Black Panther Party in Winston-Salem. Während ihres ersten Studiums arbeitete McMillan Cottom im Immatrikulationsbüro einer technischen Hochschule, was ihr Forschungsinteresse prägte und zu ihrem ersten Buch führte. 2009 erhielt McMillan Cottom ihren B.A. in Englisch und Politologie an der North Carolina Central University, einer öffentlichen, traditionell schwarzen Uni. Während ihres Promotionsstudiums an der Emory University forschte McMillan Cottom als Gastwissenschaftlerin am Center for Poverty Research der University of California, Davis und als Hospitantin des Microsoft Research Social Media Collective. Für Slate schrieb sie die zweiwöchentliche Kolumne „Counter Narrative“. Ihren PhD in Soziologie verlieh ihr die Emory University 2015 für ihre Dissertation über die Legitimität gewinnorientierter höherer Bildungsanstalten.
Im selben Jahr erhielt McMillan Cottom eine Stelle als Assistant Professor für Soziologie an der Virginia Commonwealth University und wurde faculty associate am Berkman Klein Center for Internet & Society. 2019 wurde sie entfristet und zur Associate-Professorin befördert. 2020 wechselte sie an die University of North Carolina at Chapel Hill.

## Preise und Auszeichnungen
- 2017: Sociologists for Women in Society Feminist Activism Award[15]
- 2019: American Sociological Association Doris Entwisle Early Career Award[16]
- 2020: Public Understanding of Sociology Award der American Sociological Association[17]
- 2020: MacArthur Fellowship („Genius Grant“)[18]

## Veröffentlichungen

### Bücher
- (hg., mit William A. Darity Jr.) For-Profit Universities: The Shifting Landscape of Marketized Higher Education (2016, Palgrave MacMillan, ISBN 978-3-319-47186-0)
- (hg., mit Jesse Daniels and Karen Gregory) Digital Sociologies (2016, Policy Press, ISBN 978-1-4473-2901-5)
- Lower Ed: The Troubling Rise of For-Profit Colleges in the New Economy (2017, The New Press, ISBN 978-1-62097-060-7)
- Thick: And Other Essays (2019, The New Press, ISBN 978-1-62097-436-0)

### Aufsätze
- „No, college isn’t the answer. Reparations are.“ Washington Post, 29. April 2014[19]
- „The Coded Language of For-Profit Colleges.“ The Atlantic, 22. Februar 2017[20]
- „How We Make Black Girls Grow Up Too Fast.“ The New York Times, 29. Juni 2017[21]
- „The Real Threat to Campuses Isn’t 'PC Culture.' It’s Racism.“ Huffington Post, 19. Februar 2018[22]